# Rosalba bucki
Rosalba bucki là một loài bọ cánh cứng trong họ Cerambycidae.